# 細胞老化

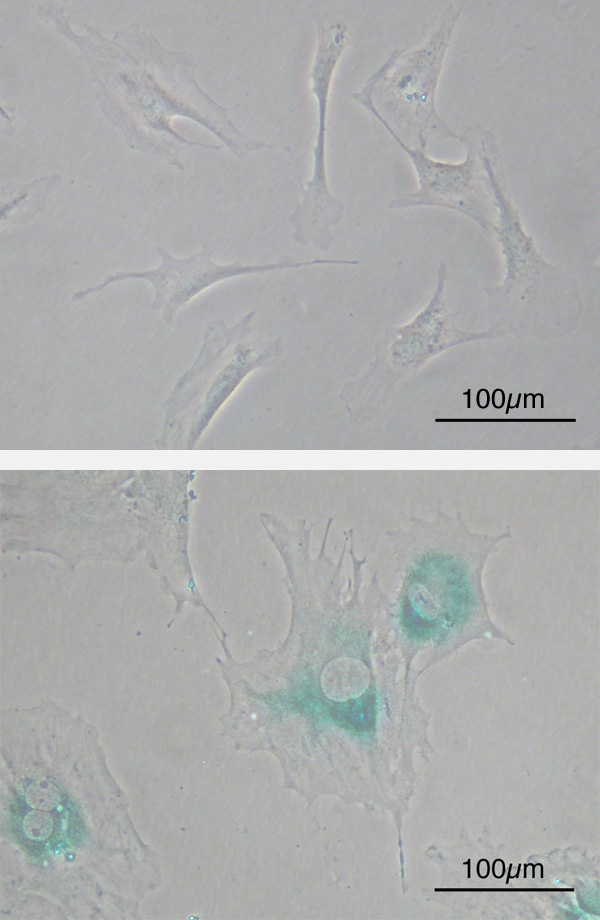
細胞老化
老化前（継代2代目、上図）および細胞老化後（継代8代目、下図）のマウス線維芽細胞。老化前は紡錘形の細胞だが、老化後には平坦で大きな形態の細胞になり、細胞分裂を起こさなくなる。細胞老化関連βガラクトシダーゼ（senescence-associated β-galactosidase, SABG. 下図青色の部分）など、老化マーカー分子の発現も認められる。

細胞老化（さいぼうろうか）とは細胞が分裂を停止し、増殖できなくなった状態が不可逆的に引き起こされること。ゲノムの不安定化などによって引き起こされ、細胞ががん化することを抑制する防御反応であると考えられている。個体の老化になぞらえて名付けられたが、個体老化と細胞老化の直接的な関連については議論が続いている。
ヒトの初代培養細胞に「ヘイフリック限界」と呼ばれる分裂回数の制限があることが発見され、細胞老化は狭義にはこの限界に達した細胞の状態を指した。後の研究で、生体内 (in vivo) の細胞でも、自己防御のための積極的な細胞老化が起こることがわかってきた。この現象は未成熟細胞老化と名付けられたが、人工的な条件下 (in vitro) で起こるヘイフリック限界よりも、生物学的な意義が認められ、「細胞老化」が未成熟細胞老化を指す場合もある。
未成熟細胞老化はさまざまな生物学的ストレスにより引き起こされる。例えばテロメアが短縮すると染色体が不安定になり、がん化の原因となる。このため、テロメアの長さを監視する機構があり、一定以上短くなると一時的な細胞老化が誘導される。またDNAの切断が生じた場合も、細胞周期を停止させ細胞分裂が起こらないようにし、その間に染色体の修復を行う。それでも復旧できなかった場合は不可逆的な細胞老化状態に入るか、アポトーシスによって排除されるが、これらの機構を逃れた細胞はがん化する。このように細胞老化の多くの原因はDNA損傷によって誘導される。DNA損傷は放射線や変異原、酸化ストレスによって引き起こされる。